# 石梯

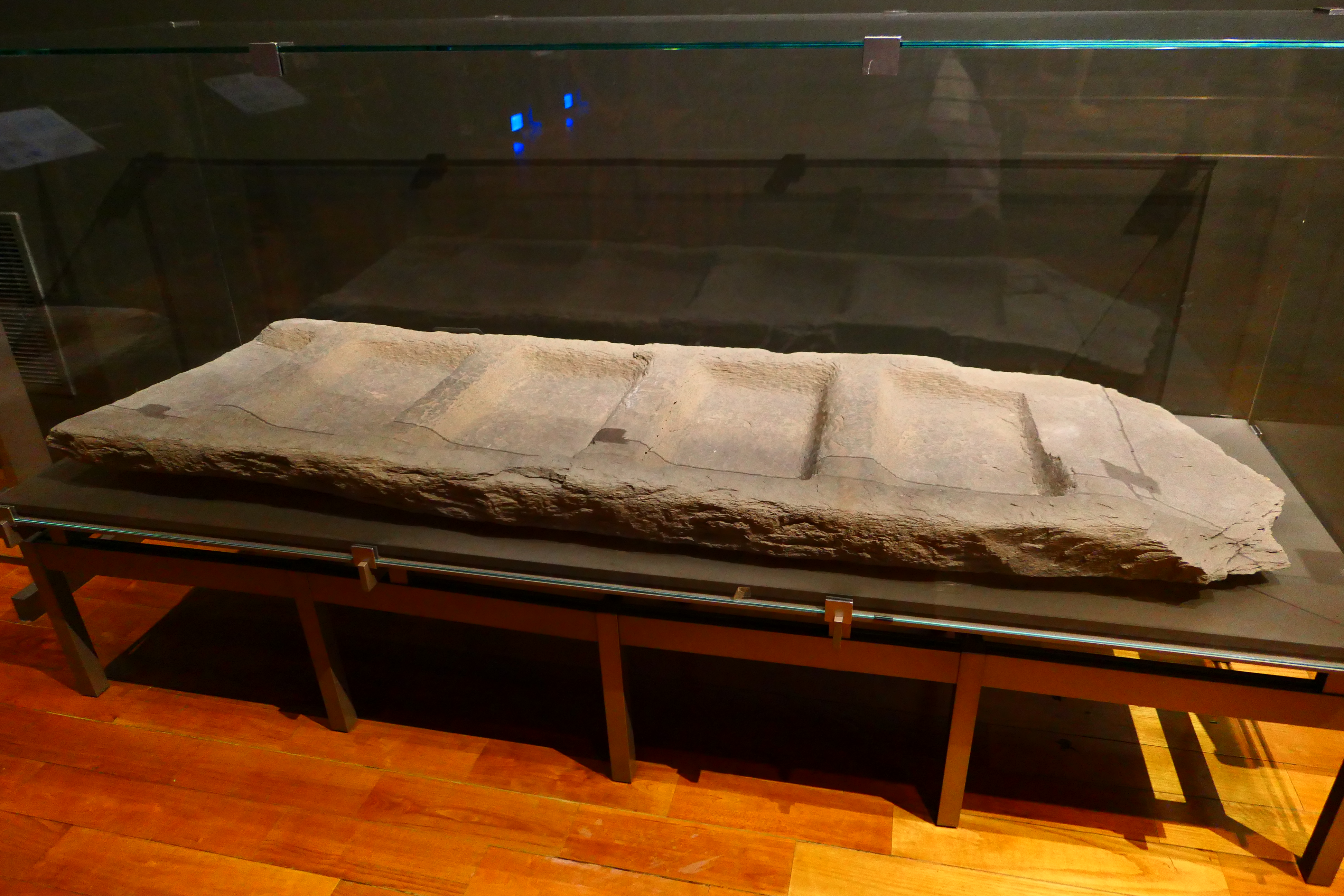

石梯，早期功能尚不明確前亦被稱為石造容器、大型石槽等，後來根據使用痕、形制、數據模擬等方式認為作為梯子使用的可能性較大。
過去研究認為石梯以硬砂岩、變質砂岩及片岩製成，然據近年重新觀察，認為由整塊石英雲母片岩加工製成:146,154。昔日依照民族誌類比，參考阿美族及達悟族的生活樣態，認為可能是作為餵豬飼料槽使用。然而根據觀察槽格具有單側傾斜的現象以及單向軟性消耗的跡證，認為作為梯子的可能性較高，進一步採用觀察、數位模擬及統計方式驗證，其單向傾斜的階面中央多為光滑面，其兩側較少；而第一階面的使用痕少於其他階面，頗符合使用梯子的行為:155。藉由電腦軟體的運算結果，可以進一步建立石梯的使用情境，倚靠角度約在40-60度之間，其攀升高度約可達110-130公分左右:155。
目前石梯之紀錄共有14件出土於卑南遺址、1件出土於老蕃社遺址，主要形制為長方形，並含有5-6個梯槽，因其實體厚重並須大塊石材，在出現數量不多的情形下，有學者推測可能並非作為一般房屋使用。其中1件出土於卑南遺址的「卑南文化岩雕石梯」於2014年指定為重要古物，現藏於國立臺灣史前文化博物館。